# ТК-351
Торпедный катер № 13 (с 6.08.1942 — № 73, с 23.02.1944 — ТК-351) — советский торпедный катер проекта 123 «Комсомолец», головной катер серии. Был построен на заводе № 194 в Ленинград в 1940 году и отправлен для испытаний на Черноморский флот. Участник Великой Отечественной войны на Чёрном море.

## Проект 123
Торпедный катер с дюралевым корпусом «Комсомолец», проект 123, спроектировала в 1939 году группа конструкторов завода № 194 имени Андре Марти, под руководством П. И. Таптыгина. Имея сходные размерности с проектом Г-5, катер проекта 123 его превосходил. В днище по всей длине корпуса полая балка, которая играла роль киля. По бортам ниже ватерлинии были боковые кили, уменьшавшие качку. Мореходность до 4-х баллов. Количество водонепроницаемых отсеков возросло до пяти. Вместо кормового лотка появились бугельные торпедные аппараты.

## Строительство
Головной катер проекта 123 был заложен 30 июля 1939 года на верфи ленинградского завода № 194, стапельный № С-505. Был спущен на воду 16 мая 1940 года, вступил в строй 25 октября 1940 года. 12 марта 1941 года был зачислен в состав Черноморского флота. По характеристикам значительно отличался от катеров последующих серий.

## Характеристики
Водоизмещение 15,27 (полное 17,2) тонны; размеры 18 х 3,4 х х 1,2 метров; моторы ГАМ-34Ф 2 х 1000 л. с.; скорость 51.6/32 узла; дальность 345 миль на скорости 17 узлов.
Вооружение: 2 х 533-мм бугельных ТА, 1 х 12,7-мм пулемет ДШК, 4 глубинные бомбы М-1.
Экипаж 6 человек, 1 офицер.

## Служба
На флоте он получил обозначение торпедный катер № 13 (с 6 августа 1942 года — № 73, с 23 февраля 1944 года — ТК-351). Он единственный из проекта 123 прослужил на Черноморском флоте всю войну. В составе действующей армии 22.06.1941 по 22.06.1942 как ТК-73, 19.07 1942 — 16.09.1944 как ТК-351.
В составе звена потопил в 1943 году во время Новороссийской операции десантную баржу противника.
5 мая 1944 года атаковал германский противолодочный корабль «UJ 106» (бывший транспорт «КТ-23»). Согласно отчету бригады ТКА корабль, опознанный как транспорт, потоплен в результате атаки, фактически затоплен экапажем в октябре 1944 года при безуспешной попытке прорваться вверх по Дунаю.
В 1948 году ТК-351 был списан и сдан на слом.